# محمد بن عيسى بن فرج المغامي
محمد بن عيسى بن فرج، أبو عبد الله التميمي الطليطلي، أحد العلماء البارزين والمقرئين المجودين في بلاد الأندلس. ولد سنة 422هـ، وقرأ على أبي عمرو الداني، ومكي بن أبي طالب، والمهدوي والطلمنكي، وغيرهم، وتمكن وأجاد، وقرأ عليه كثيرون.
أثنى عليه العلماء المتخصصين، ووصفوه بصفات تدل على مكانته وعلمه وإتقانه، كقول ابن بشكوال: كان عالما بالقراءات ووجوهها، ضابطا لها، متقنا لمعانيها، إماما ذا دين وفضل، أخبرنا عنه غير واحد من شيوخنا ووصفه بالتجويد والمعرفة.
وقال عنه ابن سكرة: هو مشهور بالتقدم والإمامة في الإقراء، وشدة الأخذ على القراءة، والالتزام للسمت والهيبة.
ولمكانته العلمية حرص طلاب القرآن والقراءات على القراءة عليه والأخذ عنه، منهم: علي بن محمد بن دري خطيب غرناطة، وهو الموصوف بأنه كان مقرئًا، فاضلًا، ضابطًا، عارفًا، وكذلك قرأ عليه آخرون.
توفي بمدينة إشبيلية في منتصف ذي القعدة من سنة 485هـ.

## عصره
عاش محمد بن عيسى الطليطلي في بلاد الأندلس في القرن الخامس الهجري، وقد كان هذا العصر عصر ازدهار علمي ومعرفي، وبروز علماء كبار في هذا البلد في سائر التخصصات، فمن علماء القرآن البارزين: أبو عمرو الداني: عثمان بن سعيد، وهو من شيوخ المؤلف، ومن أئمة القراءات في زمانه، وله مؤلفات شهيرة استفاد منها الناس، وكذلك برز مكي بن أبي طالب القيسي، وهو أيضا من أشهر علماء القرآن، وصنف في علوم القرآن والقراءات والتجويد مصنفات مشهورة متداولة.
ومن العلماء الآخرين الذين برزوا في ذلك العصر بالأندلس أبو عمر ابن عبد البر، الذي لقب بحافظ المغرب، وهو من أعلم أهل الأندلس بالحديث وفقهه، وله المصنفات الجليلة التي تدل على علو باعه في الحديث والفقه، كالتمهيد والاستذكار، وكان أيضا في ذلك العصر إمام أهل الظاهر أبو محمد ابن حزم، العلامة الجليل، صاحب المحلى الذي اشتهر بقوة حججه في الاستدلال على أقواله الفقهية، وعلى معرفته بالحديث وأقوال الفقهاء واختلافهم.
ولا شك أن ظهور هؤلاء العلماء المتمكنين يدل على قوة النشاط العلمي في تلك الفترة بالأندلس، مما جعل صاحب الترجمة محمد بن عيسى يستثمر هذا النشاط، ويستفيد من وجود العلماء، ويحرص على لقائهم وحضور مجالسهم وأخذ العلم عنهم.

## شيوخه
حرص صاحب الترجمة على القراءة على شيوخ زمانه المتخصصين في القرآن والقراءات وغيرها من العلوم، ومن أبرز شيوخه الذي تلقى عنهم:
1. عثمان بن سعيد، أبو عمرو الداني، إمام القراء في زمانه، وصاحب المصنفات النافعة في علوم القرآن، توفي سنة 444هـ، وكان الطليطلي ملازما لشيخه الداني.
2. مكي بن أبي طالب القيسي، أحد كبار علماء القراءات في الأندلس، وله مؤلفات عدة نافعة، توفي سنة 437هـ.
3. سليمان بن إبراهيم، أبو الربيع التجيبي الطليطلي، كان من أهل الذكاء، محسناً للقراءات، مع الفضل والصلاح. توفي: في رمضان سنة 431هـ.
4. أحمد بن محمد بن عبد الله، المعروف بأبي عمر الطلمنكي، مقرئ فقيه محدث حافظ، روى عنه ابن حزم وابن عبد البر، وله مصنفات كثيرة حسنة، وكان كثير الرد على أهل البدع والأهواء، وتوفي سنة 428هـ.
5. أحمد بن عمار المهدوي، كان عالما بالقراءات والآداب، متقدما فيهما، وصنف كتبا مفيدة، توفي بعد 430هـ.[1]

## تلاميذه
كان صاحب الترجمة من أبرز علماء القراءات في زمانه بالأندلس، وقد قرأ عليه كثير من الناس، منهم:
1. أبو بكر بن عياش بن خلف البطليوسي.
2. عبد الوهاب بن حكم، وقد صار من المقرئين.
3. علي بن أحمد بن أشج.
4. علي بن محمد بن دري خطيب غرناطة، كان مقرئًا، فاضلًا، ضابطًا، عارفًا، أخذ الناس عنه، توفي في رمضان سنة 520هـ.[6]

## منزلته والثناء عليه
بلغ محمد بن عيسى مرتبة عالية في علم القراءات وصار من أهل الإتقان والإجادة فيها في بلاد الأندلس، وقد أثنى عليه المترجمون له ووصفوه بصفات عالية في العلم والديانة.
- قال عنه ابن بشكوال: كان عالما بالقراءات ووجوهها، ضابطا لها، متقنا لمعانيها، إماما ذا دين وفضل، أخبرنا عنه غير واحد من شيوخنا ووصفه بالتجويد والمعرفة.[2]
- قال عنه ابن سكرة: هو مشهور بالتقدم والإمامة في الإقراء، وشدة الأخذ على القراءة، والالتزام للسمت والهيبة.[3]
- قال عنه الذهبي: كان أحد الحذاق بالقراءات.[7]
- قال عنه ابن الجزري: إمام مقرئ ضابط.[8]

## وفاته
توفي بمدينة إشبيلية في منتصف ذي القعدة من سنة 485هـ.